# 塔季扬娜·玛芙丽娜
塔吉雅娜·阿列克谢耶芙娜·玛芙丽娜（俄语：Татьяна Алексеевна Маврина，羅馬化：Tatyana Alekseevna Mavrina，1900年12月20日—1996年8月19日），又译塔吉娜·玛丽娜，苏联画家，1976年国际安徒生插画家奖得主。

## 生平
1900年出生于下诺夫哥罗德。从小被俄罗斯民间传统艺术吸引。1940-50年代走访俄国各地采风，搜集整理古老圣像与民间艺术，其中不少取材自俄国著名诗人普金希作品。

## 中文译本
获国际安徒生奖图画故事丛书
- 玛弗琳娜（编绘）. . 由王敏翻译. 广西人民出版社. 1988年3月. ISBN 9787219005569.
- 卡鲁帕柯娃（著）; 玛弗琳娜（绘）. . 由王敏翻译. 广西人民出版社. 1988年1月. ISBN 9787219005132.
- 亚历山大·普希金（著）; 玛弗琳娜（绘）. . 由王敏翻译. 广西人民出版社. 1988年1月. ISBN 9787219005187.